# De giftige pen
De giftige pen is een detectiveverhaal van Agatha Christie. Het boek verscheen oorspronkelijk in de Verenigde Staten in 1942 onder de titel The Moving Finger en werd uitgegeven door Dodd, Mead and Company. In 1943 bracht Collins Crime Club het boek uit in het Verenigd Koninkrijk. In 1949 werd het boek naar het Nederlands vertaald en wordt sindsdien verdeeld door Luitingh-Sijthoff.

## Verhaal
Jerry Burton en zijn zus Joanna verhuizen naar Lymstock en nemen intrek in het huis van een Miss Barton die dit aan hen verhuurt. Niet veel later ontvangen ze een anonieme brief waarin valselijk wordt beschuldigd dat ze een ongetrouwd koppel zijn in plaats van broer en zus (in die tijd was dat in de ogen van velen nog een probleem). De Burtons vernemen van hun buren dat zij niet de enigen zijn die zulke anonieme brieven hebben ontvangen. Ondanks dat iedereen het erover eens is dat de brieven foutieve informatie bevatten, wordt het lichaam van ene mevrouw Symmington, de vrouw van de lokale advocaat, gevonden nadat zij een brief ontving waarin wordt beweerd dat haar man niet de vader is van hun tweede zoon. Bij haar lichaam wordt een glas gevonden met cyanide en een afscheidsnota met de tekst "Ik kan niet meer verder". Hoewel eerst aan zelfmoord wordt gedacht, start de politie toch een onderzoek naar de anonieme verzender. Haar twintigjarige dochter Megan trekt voorlopig bij de Burtons in.
Agnes, de meid van de familie Symmington, wil Partridge, de meid van de Burtons, dringend spreken. Agnes daagt niet op en de volgende dag vindt Megan haar lichaam in een commode. Daarop neemt een inspecteur van Scotland Yard het onderzoek op zich en denkt dat het profiel van de moordenaar/brievenschrijver een prominente dame van halfweg de veertig is. Omdat het onderzoek traag vooruitgaat, neemt de vrouw van de dominee contact op met Miss Marple. Niet veel later ontvangt Elsie Holland, een gouvernante, ook brieven waarop de politie Aimée Griffith, de zus van de lokale dokter, arresteert: de brief naar Elsie werd getypt met haar typemachine.
Jerry vraagt Megan ten huwelijk, maar zij weigert. Megan op haar beurt zegt tegen haar stiefvader dat ze bewijs heeft dat hij haar moeder heeft vermoord. Die nacht tracht hij haar te vermoorden. Jerry en de politie kunnen hem op heterdaad betrappen nadat ze getipt werden door Miss Marple.
Meneer Symmington vermoordde zijn vrouw omdat hij verliefd was op Elsie Holland. Daarom verstuurde hij eerst diverse brieven met valselijke beschuldigingen. De brief aan zijn vrouw was zo een van de vele en een zelfmoord als gevolg daarvan zou verklaarbaar lijken. De enige brief die hij niet schreef, was deze naar Elsie. Deze werd geschreven door Aimée Griffith die op haar beurt verliefd was op meneer Symmington. Omdat Miss Marple vond dat zijn schuld moeilijk te bewijzen was, zette ze tezamen met Megan een plan op om hem in de val te lokken. Het dienstmeisje Agnes was opgevallen dat er die middag niemand naar het huis was gekomen, ook de postbode niet.  Hoe kon het dan zijn dat er een brief was bezorgd?  Verklaring: het was een inside job. Het handgeschreven afscheidsbriefje van mevrouw Symmington was ook niet echt, het was afgescheurd van een door haar geschreven memootje waar toevallig die woorden in voorkwamen, in een heel andere betekenis. Haar man had dat verdonkeremaand met deze bedoeling. 
Na het onderzoek geeft Megan toe dat ze ook verliefd is op Jerry.

## Verfilming
Het boek werd twee keer verfilmd
- De eerste keer was in 1985 voor de BBC-reeks The Miss Marple Mysteries met Joan Hickson in de rol van de amateurdetective.[3][4]
- Een tweede verfilming was voor de ITV-reeks Agatha Christie's Marple met Geraldine McEwan in de rol van de detective.[5]